# Jerry Springer
Gerald Norman "Jerry" Springer (Highgate, Londres, 13 de fevereiro de 1944 – Chicago, 27 de abril de 2023) foi um apresentador estadunidense nascido no Reino Unido conhecido pelo The Jerry Springer Show desde 1991. Também participou de outros programas como Dançando com as estrelas, ou referindo-se ao programa pelo qual é conhecido em séries como Os Simpsons, Sabrina, the Teenage Witch, WWE ou no filme Austin Powers: The Spy Who Shagged Me. Também são famosas suas contribuições como locutor e músico e também foi prefeito de Cincinnati com o Partido Democrata.

## Biografia
Nasceu em Highgate, Londres, quando era um refúgio durante os bombardeios da Segunda Guerra Mundial e cresceu em Chandos Road, East Finchley. Seus pais, Margot (née Kallmann, uma assistente bancária) e Richard Springer (dono de uma sapataria) eram judeus refugiados fugidos de Landsberg an der Warthe (agora Gorzów Wielkopolski). Sua avó materna, Marie Kallmann, morreu gaseada em Chelmno, e a paterna, Selma Springer, em Theresienstadt. Em janeiro de 1949, Springer emigrou com sua irmã Evelyn e seus pais aos Estados Unidos, onde moraram em um apartamento de Kew Gardens, Queens . Formou-se em direito pela Universidade Tulane com doutorado pela Univesidade do Noroeste.
Foi eleito prefeito de Cincinnati em 1971, cargo que renunciou após admitir ter estado com uma prostituta.
Sua carreira jornalística começou como estudante na Tulane University e mais tarde foi contratado como comentarista para a afiliada da NBC em Cincinnati.
Foi casado com Micki Velton desde 1973.
Morreu em 27 de abril de 2023, aos 79 anos, em Chicago, um porta voz da família disse que há alguns meses o apresentador foi diagnosticado com câncer pancreático .